# Strada statale 681 Asse Attrezzato del Porto di Ancona
La strada statale 681 Asse Attrezzato del Porto di Ancona, già nuova strada ANAS 21 Asse Attrezzato del Porto di Ancona (NSA 21), è una breve strada statale che si estende esclusivamente in ambito urbano, collegando la zona industriale del porto di Ancona con il rione Archi della città; si innesta su via Marconi, la strada che congiunge la stazione centrale con il centro.
La strada è caratterizzata da doppia carreggiata, con due corsie per ogni senso di marcia e banchine laterali particolarmente ampie (eccetto la curva che permette di innestarsi nella viabilità cittadina, dove c'è una sola corsia per senso di marcia), assimilabile a quello di un'autostrada.
Queste caratteristiche si spiegano tenendo conto del progetto originale, secondo cui l'asse attrezzato doveva collegare il porto di Ancona con l'A14 presso il casello di Ancona sud. Tale progetto (uscita a sud) è stato accantonato, poiché l'amministrazione comunale aveva ritenuto di costruire il collegamento tra porto e autostrada su un tracciato del tutto diverso, denominato "uscita a ovest", a sua volta abbandonato e sostituito con un'"uscita a nord", ancora lontana dall'essere realizzata.
La classificazione attuale è avvenuta col decreto del presidente del Consiglio dei ministri del 23 novembre 2004 ed è caratterizzata dal seguente itinerario: "Porto di Ancona - Via Marconi (Ancona)".